# Estado Nacional Europeo
Estado Nacional Europeo (N) fue un partido político español que aspiraba a establecer un régimen  nacionalsocialista en Europa concebida como una única nación.
El partido fue fundado en enero de 1995 por Luis Antonio García Rodríguez, antiguo miembro del grupo nazi CEDADE, en Hospitalet de Llobregat y en marzo de 1996 se presenta por primera vez a unas elecciones generales presentándose por Barcelona, aunque sólo obtuvo 495 votos (0,02% del total).
Tras la derrota electoral comienzan una etapa de promoción del partido y de los ideales, aunque se centran en la Provincia de Barcelona, nunca llegando a tener ningún tipo de actividad fuera de esta. En 1999 publican la revista bimensual Intemperie, donde trataban temas como la defensa a ultranza del negacionismo del Holocausto, la "limpieza étnica" y la apología de las supuestas "conquistas sociales y políticas" conseguidas por el pueblo ario durante el III Reich, la cual es distribuida a todos sus afiliados, llegando incluso a producirse tiradas de 500 ejemplares. 
En marzo de 2000 el partido volvió a presentarse a las elecciones generales en la Provincia de Barcelona, obteniendo esta vez 710 votos (0,03% del total), 215 votos más que en las anteriores elecciones. A pesar del aumento de votantes, el partido comenzó a alejarse lentamente del formato de partido político para adoptar una forma más cercana a una organización, pero no es hasta las elecciones generales de 2004, donde tan solo obtienen 410 votos (0,01%) cuando el partido decide no presentarse temporalmente más a las elecciones, aunque se continúa con la revista Intemperie y con el movimiento social generado por el grupo.

## Ilegalización deIntemperie
En 2005 finalizó una investigación llevada a cabo por un comando de los Mozos de Escuadra donde se llegó a la conclusión que la revista, así como sus partícipes y colaboradores difunden ideas racistas, fomentan el odio hacia los inmigrantes y exalta regímenes totalitarios como la España franquista o la Alemania nazi, así como una continua y profunda apología al genocidio.
Tras 7 años, en 2011, la resolución judicial obligó a cerrar la página web del grupo así como la revista (temporalmente paralizada por las investigaciones, aunque no cerrada hasta ese momento) por "ridiculizar, trivializar y con ello justificar los hechos ocurridos en el Holocausto nazi durante la II Guerra Mundial", así como condena a 4 años y medios de prisión a su secretario general, Luis Antonio García Rodríguez, además, otros seis detenidos más fueron condenados a una multa de hasta 7600€ por difundir e incitar al odio racial.
La fiscalía pidió la ilegalización del partido, aunque a día de hoy aún no se ha celebrado otro juicio. Actualmente, no hay información sobre si el partido fue ilegalizado; sin embargo, Estado Nacional Europeo sigue apareciendo en el registro de partidos políticos de España, por lo que, cabría suponer que no.